# Alpha (película)
Alpha (titulada: Alfa en Hispanoamérica) es una película estadounidense de aventura y de drama histórica de 2018 dirigida por Albert Hughes y escrita por Daniele Sebastian Wiedenhaupt a partir de una historia de Hughes. Está protagonizada por Kodi Smit-McPhee, Jóhannes Haukur Jóhannesson, Leonor Varela y Jens Hultén. Fue estrenada en Estados Unidos por Sony Pictures Releasing el 17 de agosto de 2018.

## Argumento
En la Europa del Paleolítico superior, hace 20.000 años, una pequeña tribu prepara su expedición anual de caza para proveerse de carne para el cercano invierno. Tau, su jefe, entrena a su hijo Keda, aceptándolo a él y a otro chico para unirse a la partida de caza tras demostrar que pueden tallar un cuchillo de piedra de forma correcta. A su esposa, Rho, le preocupa que Keda no esté listo, pero Tau cree que sí. Tras empezar el viaje, Keda demuestra no ser capaz de encender fuego o tener el carácter necesario para matar presas con que deben alimentarse, por lo que Tau le recalca que sobrevivir radica en no dudar y nunca darse por vencido. 
Al día siguiente, después de que los cazadores parten, Tau y sus compañeros se encuentran con la partida de caza de otra tribu encabezada por Xi, un antiguo amigo de Tau, y como todos los años se unen en un solo grupo para asegurar un mayor provecho. Una noche, el fuego del grupo atrae a un gran Smilodon que atrapa al amigo de Keda antes de que alguien pueda hacer algo. Al escuchar la lucha fatal en la oscuridad, la tribu lo da por muerto y el muchacho recibe un servicio conmemorativo donde colocan una pequeña pila de rocas pintadas para simbolizar el paso de su espíritu a la otra vida. A lo largo del viaje, Tau enseña a su hijo "El Camino Sagrado", una ruta que utilizan las tribus desde hace siglos y que está compuesta por cúmulos de piedras pintadas, constelaciones tatuadas en sus cuerpos y la observación de las estrellas; su función es ayudarlos a orientarse para llegar a los lugares donde hay cacería y después volver a salvo.
Una semana después, los cazadores alcanzan una manada de bisontes de estepa, a los que provocan para que corran en estampida hasta un acantilado. En medio del caos, un bisonte embiste a Keda y lo arroja por el borde, cayendo hasta una cornisa donde queda inconsciente. Tau intenta llegar hasta su hijo, pero los demás lo detienen asumiendo que ha muerto. Tau queda desolado por la pérdida de Keda, aun así el grupo baja al fondo del acantilado, faenan los bisontes muertos y tras realizar un ritual funerario para el muchacho, regresan a sus respectivas tribus.
Keda es despertado por un buitre que lo confunde con un muerto, descubriendo que se ha dislocado un pie, y aunque trata de escalar el acantilado, no es capaz. Una fuerte lluvia repentina hace que pierda su agarre y caiga al vacío, sobreviviendo milagrosamente, ya que el lecho se ha convertido en un río por la inundación. Tras entablillar su pie regresa a la cima del acantilado, y al ver el memorial que dejó su tribu, comprende que no lo están buscando y debe regresar al pueblo por su cuenta teniendo los días contados para evitar la primera nevada, momento en que será imposible sobrevivir al recorrido.
Más tarde, Keda es atacado y perseguido por una manada de lobos gigantes liderados por un lobo negro, pero logra resguardarse en la copa de un árbol desde donde hiere gravemente a uno de los miembros de la manada con su cuchillo, al ver esto, el resto escapa abandonando a su compañero herido. Aunque en un comienzo Keda desea matar al lobo abandonado, se apiada de él, y tras llevarlo a una cueva, caza para ambos y espera que las heridas de los dos sanen para regresar con sus familias. El chico pronto comprende las palabras de su padre cuando debe aprender a encender fogatas frotando madera, así como cazar y matar sus propias presas para alimentarse a sí mismo y al lobo.
Gradualmente se gana la confianza y el respeto del lobo al darle agua, comida y establecerse como dominante al alimentarse primero. Con el paso del tiempo su pie y la herida del lobo sanan, por lo que Keda inicia su viaje de regreso a la aldea dejando al lobo libre, pero este decide seguirlo. La relación de ambos crece, aprendiendo a cazar juntos y ganando la confianza para jugar y comunicarse sin necesidad de palabras. En el camino, Keda da al lobo el nombre Alfa.
Una noche, son abordados por la manada de lobos, quienes al ver a Alfa lo reconocen y el lobo negro le da la bienvenida. La manada sale corriendo y Alfa duda si abandonar a Keda, pero este, aunque triste, se muestra de acuerdo con que regrese con los suyos, por lo que Alfa se marcha con ellos. Keda continúa su viaje solo a medida que la estación cambia a invierno y comienza a nevar. Mientras viaja sobre un lago congelado, se encuentra con la manada de lobos alimentándose de un cadáver. Reconociendo a Alfa, corre hacia ellos, pero el hielo se rompe y cae. Alfa va en su rescate, y gracias a que ambos golpean el hielo por ambos lados, logra rescatarlo y se reencuentran.
Continuando el viaje juntos, encuentran a un hombre que ha muerto congelado fuera de su tienda. Keda, quien ha notado que el frío lo ha enfermado y ha comenzado a toser sangre, revisa el lugar en busca de provisiones, pero solo encuentra un arco y una flecha. Más tarde, escapando de una manada de hienas, se refugian en una caverna de hielo. Sin embargo, son atacados por el Smilodon, haciendo que Alfa pelee violentamente contra el animal mientras Keda usa su única flecha para abatirlo, aunque el lobo queda gravemente herido en la lucha y ahora viaja con dificultad. Cuando Alfa finalmente colapsa en medio de la nieve, Keda, al borde de sus fuerzas, continúa su viaje cargándolo.
Keda finalmente encuentra el pueblo mientras casi se desmaya del agotamiento y se reúne felizmente con sus padres, que están asombrados y orgullosos de su fuerza. Mientras la Shaman de la aldea atiende tanto la enfermedad de Keda como las heridas de Alfa, descubre que la verdadera razón del colapso del animal se debe a que es una hembra y está en trabajo de parto. Alfa da a luz una camada de cachorros para sorpresa de Keda y la Shamán señala que ya que Alfa ha sido traída por Keda ahora es parte de la tribu, mismo derecho que comparten sus crías por haber nacido entre ellos. 
Tiempo después se ve a Keda y Alfa ya recuperados observando cómo los cachorros retozan mientras aprenden a aullar comunicándose con las manadas de lobos en la lejanía. Al siguiente otoño, se ve salir nuevamente a los cazadores en su viaje, esta vez acompañados por los hijos de Alfa, convertidos en lobos domésticos y ancestros de los primeros perros.

## Reparto
- Kodi Smit-McPhee como Keda.
- Jóhannes Haukur Jóhannesson como Tau.
- Marcin Kowalczyk como Sigma.
- Jens Hultén como Xi.
- Natassia Malthe como Rho.
- Spencer Bogaert como Kappa.
- Mercedes de la Zerda como Nu.
- Leonor Varela como Shaman.
- Morgan Freeman como El narrador.
- Chuck como Alfa.

## Producción

### Desarrollo
La película fue anunciada por primera vez el 15 de septiembre de 2015, confirmándose además a Albert Hughes como director. La cinta fue producida por Studio 8 y el casting para la misma fue finalizado el 19 de febrero de 2016. Kodi Smit-McPhee fue confirmado como parte del reparto principal el 12 de noviembre de 2015.

### Rodaje
La filmación tuvo lugar en Vancouver y Drumheller, en Canadá. Un gran set fue construido en Boundary Road cerca de la East Kent Avenue en Vancouver. Parte de la filmación también tuvo lugar en la ciudad de Burnaby, mientras que la parte final se filmó en Islandia. La filmación en Vancouver comenzó el 22 de febrero de 2016 y finalizó el 20 de mayo de ese mismo año. Además, también se hicieron grabaciones en el Dinosaur Provincial Park, cerca de Patricia, al sur de la Provincia de Alberta, en abril de 2016.

## Estreno
En junio de 2017, el título de la película fue cambiado de The Solutrean a Alpha. Inicialmente se estrenaría el 15 de septiembre de 2017, pero fue pospuesta para el 2 de marzo de 2018. En diciembre de 2017 fue atrasada de nuevo, esta vez para el 14 de septiembre de 2018. En abril de 2018, la fecha fue cambiada finalmente al 17 de agosto de 2018.

## Recepción
Alpha ha recibido reseñas positivas de parte de la crítica y de la audiencia. En el sitio web especializado Rotten Tomatoes, la película posee una aprobación de 80%, basada en 136 reseñas, con una calificación de 6.6/10, y un consenso crítico que dice: "Alpha, bien actuada y bellamente filmada, ofrece una aventura épica asistida por perros que combina una acción apasionante con una ayuda adicional de encanto canino". De parte de la audiencia tiene una aprobación de 71%, basada en más de 2500 votos, con una calificación de 3.7/5.
El sitio web Metacritic le ha dado a la película una puntuación de 63 de 100, basada en 26 reseñas, indicando "reseñas generalmente favorables". Las audiencias encuestadas por CinemaScore le han dado a la película una "B+" en una escala de A+ a F, mientras que en el sitio IMDb los usuarios le han dado una calificación de 6.6/10, sobre la base de 63 088 votos. En la página FilmAffinity la cinta tiene una calificación de 5.3/10, basada en 6623 votos.

## Premios y nominaciones
| Año  | Premio                  | Categoría                                      | Candidato        | Resultado |
| ---- | ----------------------- | ---------------------------------------------- | ---------------- | --------- |
| 2018 | Hollywood Post Alliance | Notable graduación de color en un largometraje | Maxine Gervais   | Ganador   |
| 2018 | Premios BAM             | Mejor actor                                    | Kodi Smit-McPhee | Ganador   |